# Medienbetriebswirt
|  | Dieser Artikel wurde aufgrund von inhaltlichen Mängeln auf der Qualitätssicherungsseite des Portals Medienwissenschaft eingetragen. Dies geschieht, um die Qualität der Artikel aus den Themengebieten Journalismus, Medien- und Kommunikationswissenschaften auf ein akzeptables Niveau zu bringen. Hilf mit, den Artikel zu verbessern, und beteilige dich an der Diskussion! |

Der Medienbetriebswirt wird von Wirtschaftsakademien der Industrie- und Handelskammer und von privaten Fernlehrgangsanbietern ausgebildet. Der Medienbetriebswirt verbindet betriebswirtschaftliche Kenntnisse mit den speziellen Anforderungen in der Medienwirtschaft.

## Ausbildungsinhalte
Zu den Ausbildungsinhalten gehören neben den Grundlagen der Medienwirtschaft Führung und Management in der Medienwirtschaft, Management im E-Business und Projektmanagement.

## Einsatzgebiete
Medienbetriebswirte arbeiten in Medienunternehmen meistens in den Bereichen Vertrieb, Marketing und Werbung, Controlling, Personalmanagement oder
Rechnungswesen. Medienbetriebswirte und -betriebswirtinnen befassen sich an der Schnittstelle zwischen Kommunikation, Medientechnik und Marketing z. B. mit der Konzeption, Planung, Gestaltung und Installation von Medien für unterschiedliche betriebliche Belange. Dabei kann es sich um den zielgerechten Einsatz von Internet, Intranet, Datenbanken oder Filmen für die interne oder externe Kommunikation handeln oder um Aufbau und Betreuung des Bereiches E-Commerce.
Bei der Herstellung von Filmen, Videos, Printpublikationen, CD-ROMs, interaktiven und multimedialen Dienstleistungen oder Hörfunkbeiträgen sind Medienbetriebswirte und -betriebswirtinnen in der Organisation oder Projektleitung tätig. Weitere Aufgabenfelder finden sie im Marketing und Vertrieb von Medienprodukten, in der Kundenberatung oder in der Systembetreuung technischer Medienbereiche.
Der Beruf vereint in sich betriebswirtschaftliche, konzeptionelle, technische und kreative Fähigkeiten. Damit sind Medienbetriebswirte keine Spezialisten, sondern Allrounder im Medienbereich. Vor allem in kleinen und mittleren Betrieben müssen sie überall einsetzbar sein: Vor einer Video-Produktion beispielsweise kümmern sie sich um Planung, Organisation, Finanzierung und Controlling sowie um die wirtschaftliche Bewertung des Konzepts. Sie gestalten aber auch Produktionen, kennen sich mit Aufnahmetechnik und Filmschnitt aus – ebenso wie mit Marketing und Kosten-Nutzen-Kalkulationen. Sie verstehen es, Drehbücher abzufassen wie auch Abrechnungen zu schreiben. Kommunen beraten sie ebenso wie z. B. Elektronik-, Waschmittel- oder Nahrungsmittelhersteller, wenn multimediale Pressearbeit, Internet-Auftritte, CD-ROM-Produktionen oder ein Bezahlen im World Wide Web geplant sind. Ihr Augenmerk legen sie überall stets auch darauf, dass das jeweilige Projekt betriebswirtschaftlich sinnvoll und mithilfe der neuesten Technik zu einem marktfähigen Produkt umgesetzt wird.
Medienbetriebswirte haben folgende Aufgaben:
Projekte im Medienbereich aus betriebswirtschaftlicher, technischer, konzeptioneller und kreativer Sicht leiten oder betreuen
Kunden vor und während einer Medienproduktion betreuen und beraten
Geräte und Systeme für den Bereich Medien planen, auswählen, installieren und überwachen
Medienerzeugnisse wie Ton- und Bildproduktionen, Videos, Filme, Computergrafiken und -animationen sowie Multimediaprodukte planen, gestalten und produzieren
Multimediaprojekte wie zum Beispiel Websites für Produkt- und Serviceinformationen, CDs und CD-ROMs konzipieren, gestalten, produzieren und koordinieren
Medientechniken und -abläufe unter Beachtung von Terminen und Kosten analysieren und beurteilen
Mediensysteme entweder bei Kunden oder im Haus betreuen; wenn möglich, nach Rücksprache mit den Anwendern immer wieder optimieren
Grafiken und Layouts erstellen
in Druckereien Printmedien erzeugen, vorher planen und vorbereiten, zum Beispiel Druckerzeugnisse vorbereiten, in der Druckphase entstehende Probleme möglichst sofort lösen
im Film- und Videobereich Tricktechniken einsetzen, Animationen erstellen und den gesamten Ablauf einer Produktion mitplanen
Arbeitsabläufe dokumentieren und archivieren unter Verwendung spezifischer Software

## Universitäre Ausbildung
An der Universität Siegen wurde der Diplomstudiengang „Medien-Planung, -Entwicklung, Beratung“ mit dem Abschluss Diplom-Medienwirt angeboten.
Wer nach seiner Prüfung als Medienbetriebswirt studieren möchte, kann, sofern die schulische Hochschulzugangsberechtigung vorhanden ist, beispielsweise einen Bachelorabschluss im Bereich Medienwirtschaft/Medienmanagement erwerben. Unter bestimmten Voraussetzungen ist auch ohne schulische Hochschulzugangsberechtigung ein Studium möglich. Vorausgesetzt werden je nach Bundesland verschiedene berufliche Qualifikationen.
Weiterbildung im Überblick

## Qualifizierung für Führungskräfte
Nicht nur die Weiterentwicklungen im Bereich der Medieninformatik, auch Veränderungen im Urheber- und Medienrecht sind Herausforderungen, denen sich Medienbetriebswirte und -betriebswirtinnen immer wieder neu stellen müssen. Doch es geht nicht nur um fachliche Anforderungen – sie werden auch ihre Führungskompetenzen weiterentwickeln und ihr betriebswirtschaftliches Wissen ausbauen wollen.
Das Themenspektrum für eine fachliche Anpassungsweiterbildung ist breit und reicht von Public Relations und Marketing über Controlling und Betriebliche Organisation bis hin zu Mitarbeiterführung und Personalwesen. Seminare und Kurse bieten die Möglichkeit, auf dem Laufenden zu bleiben, Innovationskraft zu entwickeln und somit auch konkurrenzfähig zu sein.

## Existenzgründung
Wer sich selbständig machen möchte, kann z. B. als Unternehmens- bzw. Kundenberater tätig werden.